# 드로마에오사우루스과
드로마에오사우루스과(Dromaeosauridae)는 깃털 달린 수각류 공룡들의 집합이다. 그들은 일반적으로 백악기에 번성했던 중소 크기의 깃털 달린 육식동물이다.
드로마에오사우루스과에 속하는 공룡들은 다음과 같은 특징이 있다.
- 측두엽 위창의 입쪽 경계를 형성하는 짧은 T자 모양의 정면 비늘뼈의 꼬리쪽 돌출 선반
- 사변형과 접촉하는 사변형의 측면 돌기, 등쪽 척추의 융기, 줄기, 측돌기, 페달 손가락
- 여러 척추뼈에 걸쳐 연장되어 있는 꼬리뼈의 쉐브론

다음은 드로마에오사우루스과에 속하는 공룡들의 목록이다.

## 분류 없는 공룡들
- 피로랍토르
- 바리랍토르
- 팜파랍토르
- 오르니토데스무스
- 전위안롱
- 다우를롱

## 할스카랍토르목
- 할스카랍토르
- 훌산페스
- 마하칼라
- 나토베나토르

## 우넨라기아목
- 우넨라기아
- 부이트레랍토르
- 아우스트로랍토르
- 이푸피아라
- 네우퀜랍토르

## 미크로랍토르목
- 미크로랍토르
- 시노르니토사우루스
- 창위랍토르
- 그라킬리랍토르
- 헤스페로니쿠스
- 울롱
- 티아니우랍토르
- 종지아노사우루스

## 에우드로마이오사우리아목
- 데이노니쿠스
- 디네오벨라토르
- 벡티랍토르

## 사우로르니톨레스테스목
- 사우로르니톨레스테스
- 아트로키랍토르
- 밤비랍토르
- 아케로랍토르

## 벨로키랍토르목
- 벨로키랍토르
- 아다사우루스
- 린헤르랍토르
- 칸사이그나투스
- 누테테스
- 롼콴랍토르
- 보레오니쿠스

## 드로마에오사우루스목
- 아킬로바토르
- 다코타랍토르
- 드로마에오사우로이데스
- 드로마에오사우루스
- 이테미루스
- 유타랍토르
- 유르고부키아